# Реал Бетіс
«Реа́л Бе́тіс» (ісп. Real Betis Balompié) — іспанський професійний футбольний клуб із Севільї, Андалусія. Заснований 1907 року. Виступає в Ла-Лізі, вищому дивізіоні іспанського футболу. Домашні ігри проводить на стадіоні «Беніто Вільямарін», який вміщує 60 720 глядачів.
«Реал Бетіс» здобув чемпіонський титул в 1935 році та Кубки Іспанії в 1977, 2005 та 2022 роках. Враховуючи бурхливу історію клубу та численні вильоти, його девіз — Хай живе Бетіс, навіть якщо він програє! (ісп. ¡Viva el Betis manque pierda!).

## Історія

### Створення клубу
Офіційною датою заснування клубу вважається 12 вересня 1907 року.
У 1905 році в Севільї — четвертому за величиною місті Іспанії — з ініціативи місцевої влади було вирішено створити футбольний клуб, якому відразу ж дали назву міста — Sevilla Football Club. Так як бажаючих виступати за неї футболістів було багато (Андалусія є найбільшим регіоном Іспанії як по території, так і за чисельністю населення), керівництво новоявленого клубу вирішило відбирати гравців тільки з певної категорії, а саме — представників вищого класу. Отже, для всіх інших дверей в команду були закриті.
Подібна політика викликала хвилю обурення в суспільстві. Через два роки студенти політехнічного коледжу Севільї з вулиці Сервантеса вирішили створити свій окремий клуб, на противагу існуючим і дали йому назву Sevilla Balompie. Трохи пізніше до них приєдналися деякі керівники «Севільї», незадоволені політикою відбору гравців. Таким чином, в 1907 році в Севільї було два футбольних клуби — Sevilla Football Club і Sevilla Balompie.
У 1910 році був створений ще один клуб — Betis Football Club, названий на честь річки Гвадалквівір. У 1914 році Sevilla Balompie і Betis Football Club злилися воєдино і утворився клуб Betis Balompie. У тому ж році в знак особливої уваги і заступництва з боку королівського двору він отримав приставку «Real», яка в такт політичним змінам в країні то відпадала, то з'являлася знову.

### Кольори клубу
Кольори клубу також сягають своїм корінням глибоко в історію. Спочатку ні у Sevilla Balompie, ні у Betis Football Club не було якихось певних кольорів. Команди грали в простих футбольних формах, що мали чорно-біле забарвлення, рідше використовувався фіолетовий колір. В 1912 році Мануель Рамос Асенсіо, один із засновників клубу, повернувся з Глазго з комплектом зелено-чорних смугастих футболок, подарованих місцевим клубом Селтік, і запропонував «Бетісу» прийняти ці кольори. Таку забарвлення згодом порахували нещасливим, так як в формі кельтів команда програла кілька матчів поспіль і пізніше було вирішено взяти кольори прапора Андалусії, прийнятого в 1918 році.
Зеленим прапором, що з'явилися в Андалусії в VIII столітті, був штандарт Династії Омеядів, на якому білий колір перетинає зелений колір, символізуючи союз двох народі: Омеядів і Альмодахів.
18 липня 1195 року альмохадской султан Якуб аль-Мансур (Юсуф II) розбив Альфонсо VIII Кастильського в Битві при Аларкосе. У нагадування про цю перемогу було наказано повісити біло-зелений прапор на будівлю Севільської мечеті. Таким чином, білий і зелений кольори стали символом Андалусії, що згодом вплинуло на формування колірної гами нинішнього «Бетіса».

## Склад команди
Станом на 1 травня 2025
| №  | Поз. | Нац.       | Гравець                                 |
| -- | ---- | ---------- | --------------------------------------- |
| 2  | ЗХ   | Іспанія    | Ектор Бельєрін                          |
| 3  | ЗХ   | Іспанія    | Дієго Льоренте                          |
| 4  | ПЗ   | США        | Джонні Кардозо                          |
| 5  | ЗХ   | Іспанія    | Марк Бартра                             |
| 6  | ЗХ   | Бразилія   | Натан                                   |
| 7  | НП   | Бразилія   | Антоні (в оренді з «Манчестер Юнайтед») |
| 9  | НП   | Аргентина  | Есек'єль Авіла                          |
| 10 | НП   | Марокко    | Абде Еззальзулі                         |
| 11 | НП   | ДР Конго   | Седрік Бакамбу                          |
| 12 | ЗХ   | Швейцарія  | Рікардо Родрігес                        |
| 13 | ВР   | Іспанія    | Адріан                                  |
| 14 | ПЗ   | Португалія | Вілліан Карвалью                        |

| №  | Поз. | Нац.      | Гравець           |
| -- | ---- | --------- | ----------------- |
| 15 | ЗХ   | Франція   | Ромен Перро       |
| 16 | ПЗ   | Іспанія   | Серхі Альтіміра   |
| 18 | ПЗ   | Іспанія   | Пабло Форнальс    |
| 19 | НП   | Колумбія  | Кучо Ернандес     |
| 20 | ПЗ   | Аргентина | Джовані Ло Сельсо |
| 21 | ПЗ   | Іспанія   | Марк Рока         |
| 22 | ПЗ   | Іспанія   | Іско (капітан)    |
| 23 | ЗХ   | Сенегал   | Юссуф Сабалі      |
| 24 | ЗХ   | Іспанія   | Айтор Руїбаль     |
| 25 | ВР   | Іспанія   | Фран Вієйтес      |
| 32 | ЗХ   | Сенегал   | Нобель Менді      |
| 36 | НП   | Іспанія   | Хесус Родрігес    |

## ‎Досягнення
- Чемпіон Іспанії (1): 1935
- Володар кубка Іспанії (3): 1977, 2005, 2022

## Виступи в єврокубках
| Сезон   | Змагання               | Раунд   | Клуб                    | Вдома | На виїзді | В сукупності |
| ------- | ---------------------- | ------- | ----------------------- | ----- | --------- | ------------ |
| 1977–78 | Кубок володарів кубків | 1Р      | Мілан                   | 2–0   | 1–2       | 3–2          |
| 1977–78 | Кубок володарів кубків | 2Р      | Локомотив Лейпциг       | 2–1   | 1–1       | 3–2          |
| 1977–78 | Кубок володарів кубків | 1/4     | Динамо Москва           | 0–0   | 0–3       | 0–3          |
| 1982–83 | Кубок УЄФА             | 1Р      | Бенфіка                 | 1–2   | 1–2       | 2–4          |
| 1984–85 | Кубок УЄФА             | 1Р      | Університатя Крайова    | 1–0   | 0–1       | 1–1, 3–5 (п) |
| 1995–96 | Кубок УЄФА             | 1Р      | Фенербахче              | 2–0   | 2–1       | 4–1          |
| 1995–96 | Кубок УЄФА             | 2Р      | Кайзерслаутерн          | 1–0   | 3–1       | 4–1          |
| 1995–96 | Кубок УЄФА             | 3Р      | Бордо                   | 2–1   | 0–2       | 2–3          |
| 1997–98 | Кубок володарів кубків | 1Р      | БВСК                    | 2–0   | 2–0       | 4–0          |
| 1997–98 | Кубок володарів кубків | 2Р      | Копенгаген              | 2–0   | 1–1       | 3–1          |
| 1997–98 | Кубок володарів кубків | 1/4     | Челсі                   | 1–2   | 1–3       | 2–5          |
| 1998–99 | Кубок УЄФА             | 1Р      | Вайле                   | 5–0   | 0–1       | 5–1          |
| 1998–99 | Кубок УЄФА             | 2Р      | Віллем II               | 3–0   | 1–1       | 4–1          |
| 1998–99 | Кубок УЄФА             | 3Р      | Болонья                 | 1–0   | 1–4       | 2–4          |
| 2002–03 | Кубок УЄФА             | 1Р      | Зімбру                  | 2–1   | 2–0       | 4–1          |
| 2002–03 | Кубок УЄФА             | 2Р      | Вікторія Жижков         | 3–0   | 1–0       | 4–0          |
| 2002–03 | Кубок УЄФА             | 3Р      | Осер                    | 1–0   | 0–2       | 1–2          |
| 2005–06 | Ліга чемпіонів         | 3КР     | Монако                  | 1–0   | 2–2       | 3–2          |
| 2005–06 | Ліга чемпіонів         | Група G | Ліверпуль               | 1–2   | 0–0       | 3-є          |
| 2005–06 | Ліга чемпіонів         | Група G | Андерлехт               | 0–1   | 1–0       | 3-є          |
| 2005–06 | Ліга чемпіонів         | Група G | Челсі                   | 1–0   | 0–4       | 3-є          |
| 2005–06 | Кубок УЄФА             | 1/16    | АЗ                      | 2–0   | 1–2 (дч)  | 3–2          |
| 2005–06 | Кубок УЄФА             | 1/8     | Стяуа                   | 0–3   | 0–0       | 0–3          |
| 2013–14 | Ліга Європи            | ПО      | Яблонець                | 6–0   | 2–1       | 8–1          |
| 2013–14 | Ліга Європи            | Група I | Ліон                    | 0–0   | 0–1       | 2-е          |
| 2013–14 | Ліга Європи            | Група I | Віторія Гімарайнш       | 1–0   | 1–0       | 2-е          |
| 2013–14 | Ліга Європи            | Група I | Рієка                   | 0–0   | 1–1       | 2-е          |
| 2013–14 | Ліга Європи            | 1/16    | Рубін Казань            | 1–1   | 2–0       | 3–1          |
| 2013–14 | Ліга Європи            | 1/8     | Севілья                 | 0–2   | 2–0 (дч)  | 2–2, 3–4 (п) |
| 2018–19 | Ліга Європи            | Група F | Олімпіакос              | 1–0   | 0–0       | 1-е          |
| 2018–19 | Ліга Європи            | Група F | Ф91 Дюделанж            | 3–0   | 0–0       | 1-е          |
| 2018–19 | Ліга Європи            | Група F | Мілан                   | 1–1   | 2–1       | 1-е          |
| 2018–19 | Ліга Європи            | 1/16    | Ренн                    | 1–3   | 3–3       | 4–6          |
| 2021–22 | Ліга Європи УЄФА       | Група   | Баєр 04                 | 1–1   | 0–4       | 2-е          |
| 2021–22 | Ліга Європи УЄФА       | Група   | Селтік                  | 4–3   | 2–3       | 2-е          |
| 2021–22 | Ліга Європи УЄФА       | Група   | Ференцварош             | 2–0   | 3–1       | 2-е          |
| 2021–22 | Ліга Європи УЄФА       | ПО      | Зеніт (Санкт-Петербург) | 0–0   | 3–2       | 3–2          |
| 2021–22 | Ліга Європи УЄФА       | 1/8     | Айнтрахт                | 1–2   | 1–1 (дч)  | 2–3          |
| 2022–23 | Ліга Європи УЄФА       | Група   | ГІК                     | 3–0   | 2–0       | 1-е          |
| 2022–23 | Ліга Європи УЄФА       | Група   | Лудогорець              | 3–2   | 1–0       | 1-е          |
| 2022–23 | Ліга Європи УЄФА       | Група   | Рома                    | 1–1   | 2–1       | 1-е          |
| 2022–23 | Ліга Європи УЄФА       | 1/8     | Манчестер Юнайтед       | 0–1   | 1–4       | 1–5          |
| 2023–24 | Ліга Європи УЄФА       | Група   | Рейнджерс               | 2–3   | 0–1       | 3-тє         |
| 2023–24 | Ліга Європи УЄФА       | Група   | Спарта (Прага)          | 2–1   | 0–1       | 3-тє         |
| 2023–24 | Ліга Європи УЄФА       | Група   | Аріс (Лімасол)          | 4–1   | 1–0       | 3-тє         |
| 2023–24 | Ліга конференцій УЄФА  | ПО      | Динамо (Загреб)         | 0–1   | 1–1       | 1–2          |
| 2024–25 | Ліга конференцій УЄФА  | КПО     | Кривбас                 |       | 2–0       |              |

## Відомі гравці
- Габрієль Кальдерон
- Велі Касумов
- Денілсон
- Роберт Ярні
- Фініді Джордж
- Геррі Мюрен
- Луїс Арагонес
- Хоакін Санчес
- Марк Гонсалес
- Хуаніто
- Мехмет Ауреліо
- Роман Зозуля